# سنگ مرمر پریان

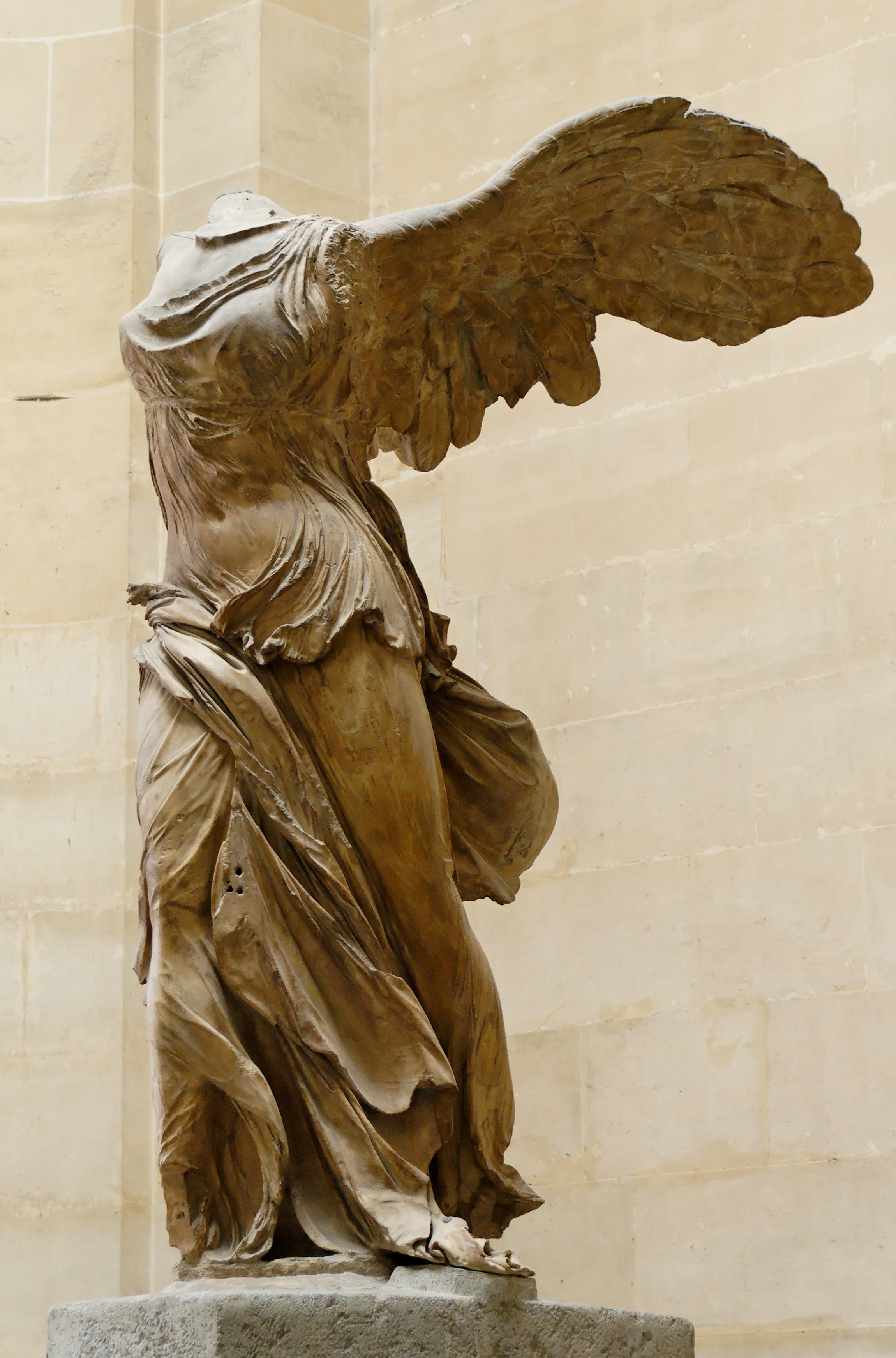
نایکی ساموتراس، ساخته شده از سنگ مرمر پریان (c. ۱۹۰-۲۲۰ قبل از میلاد)

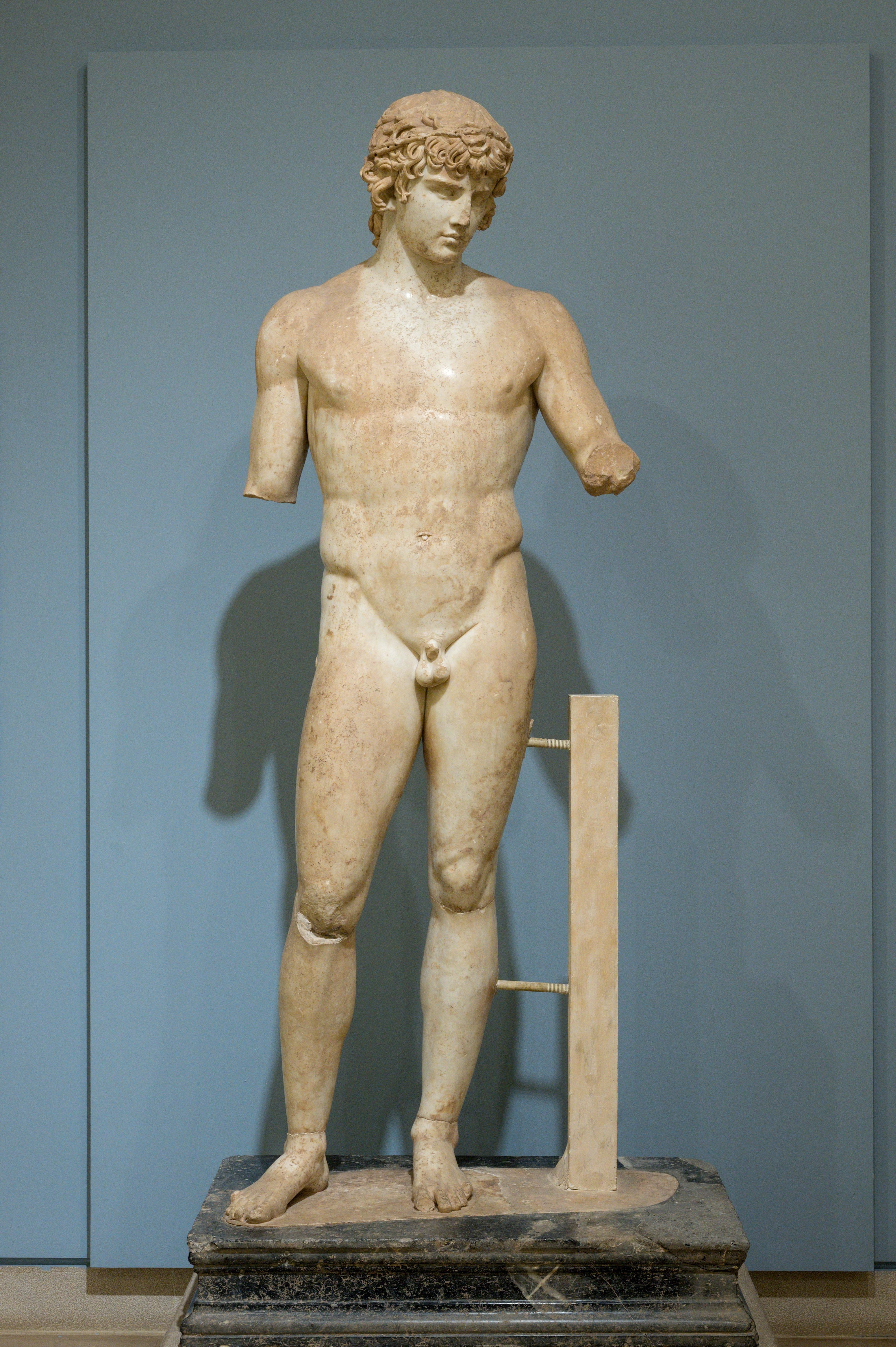
مجسمه آنتینوس (دلفی) ، مرمر پریان چند رنگ، ساخته شده در زمان سلطنت هادریان (ح. ۱۱۷-۱۳۸ پس از میلاد)

سنگ مرمر پریان یک مرمر ریزدانه نیمه شفاف کاملاً سفید و بی عیب و نقص است که در عصر کلاسیک در جزیره یونانی پاروس در دریای اژه استخراج می‌شد.
این سنگ برای یونانیان باستان جهت ساخت مجسمه‌ها بسیار ارزشمند بود. برخی از بزرگترین شاهکارهای مجسمه سازی یونان باستان از سنگ مرمر پریان ساخته شده‌اند، از جمله ونوس مدیچی، ونوس میلو و پیروزی بالدار ساموتراس.
معادن اصلی‌ای که از قرن ششم قبل از میلاد به بعد مورد استفاده قرار می‌گرفتند، هنوز در ضلع شمالی جزیره در دامنه قله مرکزی آن دیده می شوند. رقیب اصلی پریان در دوران باستان، سنگ مرمر پنتلیک بود، که همچنین سفید بی عیب و نقص است که البته با رنگ زرد کم رنگ و یکنواختی که دارد باعث می شود زیر نور خورشید با رنگ طلایی بدرخشد. پریان امروزه بیشتر در جزیره همسایه پاروس، ناکسوس و در کوه‌های نزدیک روستای کینیداروس استخراج می‌شود.
اجناس پریان یک جایگزین مصنوعی برای سنگ مرمر است که در اصل یک نام تجاری برای انواع بیسکویت چینی بدون لعاب بود که در سال ۱۸۴۲ در انگلستان توسعه یافت. اجناس پریان معمولاً برای مجسمه های نیم تنه و مجسمه های کوچک استفاده می‌شود و به جای کنده کاری در قالب ریخته می شوند.

## کاربردهای قابل توجه
- زهره میلو
- پلوس کور
- تابوت لیکیایی صیدا
- مجسمه آگوستوس از پریما پورتا
- هرمس و دیونوسوس نوزاد
- کاشی های سقف پارتنون
- مقبره ناپلئون

## لینک های خارجی
- مرمر پاریان: مجسمه های معروف مرمر پاریان